# Lecznictwo
Lecznictwo – dział medycyny zajmujący się leczeniem chorych. Wyróżnia się lecznictwo otwarte oraz w szpitalach i klinikach jako lecznictwo zamknięte.